# بلند غارديان
بلند غارديان هي بلدة في مقاطعة قزل تبه في ولاية نواوي في أوزبكستان.